# Capon Bridge
Capon Bridge – miasto w Stanach Zjednoczonych, w stanie Wirginia Zachodnia, w hrabstwie Hampshire.